# Farmaci procinetici
I farmaci procinetici sono una categoria di farmaci in grado di stimolare selettivamente la funzione motoria intestinale.

## Meccanismo d'azione
I farmaci procinetici sono in grado di interagire con specifici recettori espressi lungo il tratto gastrointestinale. Tra questi, i più importanti sono i recettori muscarinici per l'acetilcolina (agonismo), il recettore dopaminergico D2 (antagonismo), alcuni recettori (come il 5-HT3 e il 5-HT4) per la serotonina e, in grado minore, i recettori per la motilina (agonismo). Tali interazioni sono alla base nell'aumento della frequenza e/o della forza delle scariche peristaltiche. 

## Impiego clinico
Tutti i farmaci procinetici possono essere utilizzati nelle condizioni di stipsi croniche primitive o iatrogene (terapia con oppioidi). Trovano inoltre impiego nella sindrome da reflusso gastroesofageo e nelle sindromi dispeptiche.
Alcuni farmaci, come il betanecolo, la neostigmina e la cisapride possono essere utilizzati per facilitare lo svuotamento gastrico in soggetti affetti da gastroparesi diabetica. Il domperidone, un procinetico largamente utilizzato in clinica, trova impiego nel reflusso gastroesofageo in età pediatrica e soprattutto nel controllo dell'emesi indotta dai farmaci antiparkinsoniani. Tuttavia, i soggetti che fanno uso di cisapride e di domperidone devono essere attentamente seguiti al fine di evitare la comparsa di effetti collaterali come la sindrome del QT lungo. L'eritromicina, un antibiotico della classe dei macrolidi trova impiego nella gastroparesi benché si sviluppi tolleranza molto precocemente.

## Principali farmaci
I farmaci maggiormente utilizzati sono:
- Betanecolo
- Neostigmina
- Cisapride
- Levosulpiride
- Domperidone
- Bromopride
- Linaclotide
- Itopride
- Clebopride
- Metoclopramide
- Prucalopride
- Renzapride
- Tegaserod